# 벤 (대한민국의 가수)
벤(영어: Ben, 본명: 이은영, 1991년 7월 30일 ~ )은 대한민국의 가수이다.

## 학력
- 인천서흥초등학교 (졸업)
- 화도진중학교 (졸업)
- 박문여자고등학교 (졸업)

## 개요
1991년 7월 30일 인천광역시 동구에서 태어나 2004년도에 인천만석초등학교를 졸업하고 화도진중학교에 입학 2007년도에 박문여자고등학교에 입학한 후 2010년에 베베미뇽으로 데뷔했다. 
2011년에 베베미뇽이 해체하게 되면서 본격적으로 솔로활동을 하게 되었고 2018년 첫 정규앨범 《RECIPE》을 발매 했으며 현재까지 방송활동과 음악활동을 활발하게 하고 있다.

### 데뷔 이전
베베미뇽의 멤버를 찾고 있었던 당시 와이후엔터테인먼트의 대표 윤민수는 벤이 고등학교 3학년 때 인터넷에 올린 영상을 우연히 보게 되었고 벤에게 곧바로 연락을 취하였다. 벤은 라디오에 출연해 "처음 연락 왔을 때 '윤민수가 왜 나한테 연락해?'라고 생각했을 정도로 정말 의심스러웠다"며 "주변에서도 다 그랬다"라고 당시의 심정을 고백했다. 또 벤이라는 이름의 유래는 이후에 본 오디션에서 나온 것인데 벤은 최화정의 파워타임 라디오에 출연해 "잭슨 파이브의 곡 '벤(Ben)'을 오디션에서 불렀다. 당시 남성 꼬마 아이같이 중성적인 내 목소리 때문에 이 이름이 생겼다"고 일화를 밝혔다.

### 베베미뇽
베베 미뇽으로 데뷔하여 1년간 메인보컬로 활동하였다.

### 솔로 활동
베베미뇽이 해체되고 난 후 벤은 첫 번째 앨범의 선공개곡으로 임세준의 곡인 ‘오늘은 가지마’를 리메이크하며 활동의 시작을 알렸다. 이후 벤이 실력파 가수로서 주목받기 시작했었던 건 2013년 퍼펙트 싱어 VS에 출현해 최고점을 기록하면서 부터였다. 퍼펙트 싱어 VS에 드림싱어로 출현했던 벤은 그날 이선희의 ‘인연’으로 홍진영과 맞대결을 펼쳤고 방송 사상 최고 점수인 98.548점을 기록하며 ‘리틀 이선희’라는 찬사와 함께 시청자들의 뜨거운 관심을 받게 되었다. 하지만 벤은 그 회 최고득점자였음에도 불구하고 팀이 총점에서 뒤쳐져 퍼펙트싱어에 도전하지 못하였다. 이후 설을 맞아 특별하게 준비된 ‘실버 프라이데이’ 특집은 그동안 높은 점수를 받고도 총점에 뒤쳐져 퍼펙트 싱어에 도전하지 못했던 출연자들을 위한 특집이었다. 벤은 이 특집에서 이선희의 ‘인연’을 다시 부르며 최고의 감동을 선사해 우승상금으로 1000돈을 받아갔다.
이후 벤은 색다른 도전을 시도하였다. 2014년에 방영된 ‘트로트 엑스’에서도 출현한 벤은 “무대가 없어 연습으로만 시간을 보냈다.”, “어렸을 때부터 부모님이 트로트를 정말 좋아했다. 또 노래할 수 있는 무대에는 다 서고 싶어서 신청했다.”라고 말하며 그간의 행보와 함께 참가 이유를 밝혔다. 벤은 팀 배틀 라운드에 진출할 참가자를 뽑는 '트로트 엑스'의 첫 관문 엑스 월(X-WALL)에서 김수희의 ‘애모’를 부르며 심사위원 4팀(유세윤·홍진영, 아이비·박현빈, 태진아·박명수, 설운도·뮤지)의 선택을 모두 받아 통과했다. 벤은 ‘꽃밭에서’, ‘비내리는 영동교’ 등을 부르며 실력을 입증해갔고 ‘트로트 엑스’에서 결승까지 진출하며 최종 2등으로 좋은 성적을 거두었다. 같은 해에 벤은 또 불후의 명곡에 출연하면서 방송활동을 조금씩 시작하였고 불후의 명곡은 이후에도 벤이 꾸준히 출연한 프로그램이 되었다. 벤은 '전설의 포크 듀오'편, '불후의 스타'편과 '박정운&김민우'편에서 우승을 거두었다.
2016년 벤은 화제작인 tvN 월화드라마 ‘또 오해영’의 OST인 ‘꿈처럼’을 부르게 되었다. ‘꿈처럼’은 OST차트기준 13주 연속 1위를 기록하며 벤의 히트곡으로써 자리 잡았다. ‘꿈처럼’말고도 그 해에만 '오 마이 비너스' OST '달링 유(Darling U)', '한번 더 해피엔딩' OST '때론', '끝에서 두 번째 사랑' OST '마이 올(My All)', '구르미 그린 달빛' OST '안갯길' 등을 부르며 차세대 OST여왕으로 대중들에게 각인 되었다. 2018년 벤은 첫 정규앨범 <RECIPE>를 발표하며 솔로가수로서 활발한 활동을 하고 있다.

### 뮤지컬 활동
2011년
- 《오디션》의 홍초롱 역

2016년
- 《데스노트》의 미사 역

- 역할 설명 : '미사'는 MISA☆라는 예명을 사용하는 아이돌. 천진난만한 백치미 스타일인 그녀는 자신의 부모를 살해한 범인을 키라가 죽여 준 것을 계기로 키라에게 숭배와 가까운 감정을 품게 된다. 사신 렘을 통하여 데스노트를 손에 얺은 미사는 '제 2의 키라'로서 활동하게 되면서 라이토를 만나게 된다.
- 《데스노트》를 통해 대극장 뮤지컬에 처음 도전했던 벤은 캐스팅 공개 직후부터 원작 캐릭터와 높은 싱크로율로 많은 화제를 모았다. 벤은 "'데스노트' 합류 후 많이 들었던 이야기가 '정말 미사 같다' '인생 역할 받았다'라는 말이었다. 사실은 그것 때문에 더 미사 역할을 어떻게 표현할지 고민 했다"고 토로했다. 벤이 맡은 미사는 '데스노트' 초연 당시 정선아가 연기해 호평을 받았었다. 이에 벤 역시 "정선아 배우님께서 하셔서 정말 부담감이 컸다"고 말했다. 하지만 우려와 달리 제작진과 동료배우들이 신동으로 인정할 정도로 미사 역을 잘 소화하였다는 호평을 받았다.

## 음반 목록

### 정규 음반
《RECIPE》
| 트랙 | 곡명              | 작사    | 작곡                                                                                     | 편곡                                                                     |
| ---- | ----------------- | ------- | ---------------------------------------------------------------------------------------- | ------------------------------------------------------------------------ |
| 1    | Love Recipe(skit) |         | Francis                                                                                  | Francis                                                                  |
| 2    | Love Recipe       | Francis | Francis Cameron Hale Atilla Elci (Hiko Momoji) Marco Foster Gemaine Edwards Dillon Lazar | Francis Cameron Hale Atilla Elci (Hiko Momoji) Dillon Lazar Marco Foster |
| 3    | Iced Coffee       | Francis | Francis                                                                                  | Francis 조셉 케이(Joseph K)                                              |
| 4    | 열애중(Title)     | VIP     | VIP                                                                                      | VIP                                                                      |
| 5    | BAT               | Francis | Francis, Tammy Infusino                                                                  | Francis                                                                  |
| 6    | Blank             | Francis | Francis                                                                                  | Francis                                                                  |
| 7    | 내 이름           | Francis | Francis                                                                                  | Francis 조셉 케이(Joseph K)                                              |
| 8    | 내 말 맞지        | Francis | Francis, JP Elite                                                                        | Francis Gervals                                                          |

### 미니 앨범
《147.5》
- 1st 미니앨범 (2012년 10월 10일 발매)

| 트랙 | 곡명                   | 작사                   | 작곡   | 편곡     |
| ---- | ---------------------- | ---------------------- | ------ | -------- |
| 1    | 있을 때 잘할걸(Title)  | 윤민수, 민연재         | 윤민수 | KingMing |
| 2    | 우쭈쭈                 | 임세준                 | 임세준 | 임세준   |
| 3    | 오늘은 가지마          | 임세준, 민연재, 윤민수 | 임세준 | 최성일   |
| 4    | 끝까지                 | 벤, 이수빈             | 벤     | 배기필   |
| 5    | 있을 때 잘할걸 (Inst.) |                        | 윤민수 | KingMing |

《My Name Is BEN》
- 2nd 미니앨범 (2015년 8월 25일 발매)

| 트랙 | 곡명                      | 작사                | 작곡                     | 편곡                     |
| ---- | ------------------------- | ------------------- | ------------------------ | ------------------------ |
| 1    | My Name Is BEN            | 민연재, 최성일      | KingMing                 | KingMing                 |
| 2    | Looby Loo(Title)          | 민연재, Whiteshadow | 윤민수, KingMing         | KingMing, 김동휘         |
| 3    | 소개받기로 했어           | 꿀단지(Honey Pot)   | 꿀단지(Honey Pot)        | 최성일, 김동휘           |
| 4    | Fly Me To The Moon        | 민연재              | 김동휘                   | 김동휘                   |
| 5    | Looby Loo (V.I.P Ver.)    | 민연재, Whiteshadow | 윤민수, KingMing         | 류재현, KingMing, 김동휘 |
| 6    | My Name Is BEN(Inst.)     |                     | KingMing                 | KingMing                 |
| 7    | Looby Loo(Inst.)          |                     | 윤민수, KingMing, 김동휘 | KingMing, 김동휘         |
| 8    | 소개받기로 했어(Inst.)    |                     | 꿀단지(Honey Pot)        | 최성일, 김동휘           |
| 9    | Fly Me To The Moon(Inst.) |                     | 김동휘                   | 김동휘                   |

《Soulmate》
- 3rd 미니앨범 (2015년 11월 24일 발매)

| 트랙 | 곡명                                          | 작사           | 작곡       | 편곡     |
| ---- | --------------------------------------------- | -------------- | ---------- | -------- |
| 1    | 키키키(With MIIII)                            | 미(MIIII)      | 미(MIIII)  | 윤태웅   |
| 2    | 마지막이니까(Title)(With 임세준)              | 임세준         | 임세준     | 임세준   |
| 3    | 넌 어때                                       | 이수빈         | 임세준, 벤 | 배기필   |
| 4    | 언제 사람 될래(부제 : 아가씨와 건달들)        | 윤민수, 민연재 | 윤민수     | KingMing |
| 5    | 키키키(Inst.)(With MIIII)                     |                | 미(MIIII)  | 윤태웅   |
| 6    | 마지막이니까(Inst.)(With 임세준)              |                | 임세준     | 임세준   |
| 7    | 넌 어때(Inst.)                                |                | 임세준, 벤 | 배기필   |
| 8    | 언제 사람 될래(부제 : 아가씨와 건달들)(Inst.) |                | 윤민수     | KingMing |

이 3개 미니앨범 중 가장 귀엽게 춤을 췄던 노래는 당연히 루비루 (Looby Loo)

### 디지털 싱글
2013
- 10월 24일 [The Serenade Part 1]

- <Baby Baby> - 아티스트 : 김원주, 벤
- <The Last Time> - 아티스트 : 김원주, 벤
- <Baby Baby(Inst.)>
- <The Last Time(Inst.)>
2015
- 6월 3일 [소개받기로 했어]

- <소개받기로 했어>-아티스트: 벤
- <소개받기로 했어(Inst.)>
2017
- 6월 20일 [Sweety]

- <달달해(Feat. 요셉)>-아티스트: 벤
- <달달해(Acoustic Ver.)>-아티스트: 벤
- <달달해(Inst.)>
- <달달해(Acoustic Ver.)(Inst.)>

### OST
| 곡명                       | 발매일           | 작품명                  | 작사                        | 작곡                               | 편곡                         | 기타          |
| -------------------------- | ---------------- | ----------------------- | --------------------------- | ---------------------------------- | ---------------------------- | ------------- |
| 연애는 이제 그만           | 2014년 7월 4일   | tvN 연애 말고 결혼      | 엄기엽                      | 엄기엽                             | 엄기엽 이상훈                |               |
| You                        | 2015년 1월 12일  | KBS2 힐러               | 김홍일 김진훈 박민정        | 김홍일 김진훈                      | 김진훈                       |               |
| 두근두근                   | 2015년 5월 23일  | KBS2 프로듀사           | 김구현 장지원               | 포플래닛                           | 포플래닛                     |               |
| STAY                       | 2015년 7월 10일  | tvN 오 나의 귀신님      | 이현서                      | 수란(Suran)                        | 수란(Suran) Philtre          |               |
| 안아줘요                   | 2015년 8월 11일  | KBS2 너를 기억해        | 이나영                      | 박정욱                             | 경훈이 박정욱 Tako           |               |
| Darling U                  | 2015년 11월 23일 | KBS2 오 마이 비너스     | 류재현 최성일               | 류재현 최성일                      | 류재현 최성일                | 김태우와 듀엣 |
| 때론                       | 2016년 2월 29일  | MBC 한번 더 해피엔딩    | 박진호 남혜승               | 박진호 남혜승                      | 박진호 남혜승                |               |
| 꿈처럼                     | 2016년 5월 10일  | tvN 또 오해영           | 소라 박우상                 | 박우상                             | 박우상                       |               |
| My All                     | 2016년 9월 3일   | SBS 끝에서 두 번째 사랑 | 최재우 한준 박세준 감성소녀 | 조영수                             | 이유진                       |               |
| 안갯길                     | 2016년 9월 13일  | KBS2 구르미 그린 달빛   | 진영(B1A4)                  | 진영(B1A4)                         | 진영(B1A4) 문정규            |               |
| Memory                     | 2017년 1월 24일  | tvN 내성적인 보스       | 12월 32일                   | 태봉이 이상욱                      | 태봉이 이상욱                |               |
| 운명처럼                   | 2017년 6월 26일  | SBS 엽기적인 그녀       | 한준 박세준                 | 이유진 박세준                      | 이유진                       |               |
| 갈 수가 없어               | 2017년 11월 21일 | tvN 이번 생은 처음이라  | 맥켈리, MYJ                 | 맥켈리                             | 맥켈리                       |               |
| 운명이라면                 | 2018년 2월 3일   | tvN 화유기              | 별들의전쟁 * (GALACTIKA *)  | 아테나, 별들의전쟁 * (GALACTIKA *) | 아테나                       |               |
| 내 목소리 들리니           | 2019년 8월 11일  | tvN 호텔 델루나         | 지훈, 박세준                | 로코베리                           | 로코베리                     |               |
| Whenever Wherever Whatever | 2020년 9월 4일   | SBS 앨리스              | 한경수                      | 한경수, 키스 미 조이, 최민준       | 한경수, 키스 미 조이, 최민준 |               |

### 참여 음반
2012
- 4월 3일 [Global Project ‘Kiss The Rain’ Part 2] 피처링

- <사랑은 봄을 타고>-아티스트: 해금, 벤, 낯선(Nassun), 임세준
- 7월 24일 낯선 프로젝트 앨범 [UNDER THE SUN] 피처링

- <Nothing>-아티스트: Kikaflo, 벤
2014
- 4월 3일 포맨 5집 앨범 [1988] - <말이야 방구야> 피처링

- 12월 16일 프로젝트 싱글 [Made in THE VIBE] 캐럴 앨범

- <나홀로 크리스마스(Lonley Christmas>-아티스트: The VIBE Family (바이브, 포맨, 벤, 임세준, 미(MIIII), 민연재)
2015
- 2월 27일 프로젝트 싱글 [언제 사람 될래(Made in THE VIBE)]

- <언제 사람 될래(부제 : 아가씨와 건달들)>-아티스트: 벤
- 4월 30일 프로젝트 싱글 [축가(Celebrate Love)(Made in THE VIBE)]

- <축가(Celebrate Love)>-아티스트: 바이브, 포맨, 벤, 임세준, 미(MIIII)
- 8월 27일 프로젝트 싱글 [KONUS(Made in THE VIBE)]

- <Konus>-아티스트: 빅샷(Big Shot), 벤
2016
- 1월 4일 옥탑방 작업실 [그럴 때 그때] - <그럴 때 그때> 피처링
- 3월 10일 프로젝트 싱글 [오늘은 가지마(Made in THE VIBE)]

- <오늘은 가지마(Duet Ver.)>-아티스트: 임세준, 벤
- 5월 30일 김준수 [SIGNATURE] - <SWEET MELODY> 피처링
- 10월 17일 [MAD PROJECT]

-<안 괜찮아>-아티스트: 벤
2016
- 1월 11일 [서로의 서로(Made in THE VIBE)]

- <서로의 서로>-아티스트: 신용재(포맨), 벤
2017
- 12월 21일 [MAJOR9 Winter Album]

- <굿바이 산타클로스(Goodbye Santa Claus)>-아티스트: [바이브 (음악 그룹)|바이브]], 포맨, 벤 김동준, 프란시스, 요셉
2018
- 12월 13일 [The New Classik...And You Got The Winner]

- <조금 더>-아티스트: 이예준, 벤

## 방송 활동

### 2013년
- tvN - 《퍼펙트 싱어 VS》 Ep. 16 드림싱어로 참여
- 2013년, 2014년, 2015년 Mnet - 《너의 목소리가 보여》 패널

### 2014년
- KBS - 《불후의 명곡 - 전설의 포크 듀오 편》 '사랑으로' 최종 우승
- Mnet - 《트로트 X》 준우승
- MBC - 《나는 가수다 - 추석특집》 '술이야' 1위
- tvN - 《퍼펙트 싱어 VS - 실버 프라이데이》 Ep. 22 우승
- Mnet - 《싱어게임》 '지나간다' 우승
- KBS - 《불후의 명곡》 고정

### 2015년
- TV조선 - 《엄마의 봄날》 진행
- KBS - 《출발드림팀》
- Mnet - 《너의 목소리가 보여 시즌 1》 고정

### 2016년
- MBC - 《마이 리틀 텔레비전》 '윤민수 25시 노래방' 게스트
- SBS - 《인기가요》 - 뮤직 크러쉬 '내가 예뻐진 이유'

### 2017년
- KBS - 《노래싸움 승부》 히든카드 등장
- KBS - 《불후의 명곡-불후의 스타 편》 'Beauty and the Beast' 최종우승
- KBS - 《불후의 명곡-박정운&김민우 편》 '오늘 같은 밤이면' 최종우승
- MBC - 《미스터리 음악쇼 복면가왕》 '잘 자요^^ 꿈의 요정 드림캐처' 66대 복면가왕 선발전 진출

### 2019년
- tvN - 《쇼! 오디오자키》 '그대곁에 성시경입니다' 게스트

### 2020년
- TV조선 - 《신청곡을 불러드립니다 - 사랑의 콜센타》 - 여신 6

2022년
- MBC - 《미스터리 음악쇼 복면가왕》 제 171~174대 가왕 '작지만 강한 외유내강 보이스 작은 아씨들' <4연승 가왕> (재도전)

2025년
- sbs - 《골 때리는 그녀들》 - fc발라드림 선수

## 수상 목록

### 2020년
제9회 가온차트 뮤직 어워즈 2018년 12월 음원 부문 올해의 가수상